# Sergio Macedo
Sergio Macedo (* 8. April 1951 in Além Paraíba) ist ein brasilianischer Comiczeichner.
Macedo war zunächst als Werbe-Illustrator in Brasilien tätig und kam Mitte der 1970er Jahre nach Frankreich. Er veröffentlichte dort im Magazin Circus und bald erschien sein erstes Album Fume, c´est du Macedo. Danach wechselte er zum Magazin Métal hurlant, wo die Geschichten Psychorock und Telechamp erschienen. Ab 1981 folgten die mystischen Odysseen Caribes (dt.: Karibis), Voyage Intemporel (dt.: Die zeitlose Reise) und die Serie Vic Voyage, wovon der letzte Band Brasil! als Weisser Bruder der Kayapo auch auf Deutsch erschien.
Macedos beinahe fotorealistischen Arbeiten sind stark von Richard Corben beeinflusst. Thematisch drehen sich seine Geschichten um Spiritualität, Erotik und Drogenphantasien. In Deutschland erschienen seine Alben beim Volksverlag und in Fortsetzungen im Magazin Schwermetall.

## Alben
- Telechamp (Volksverlag, 1981)
- Karibis (Volksverlag, 1981)
- Die zeitlose Reise (Volksverlag, 1983)
- Weisser Bruder der Kayapo (Carlsen Verlag, 1991)